# Siewierz (gemeente)
De gemeente Siewierz is een stad- en landgemeente in het Poolse woiwodschap Silezië, in powiat Będziński.
De zetel van de gemeente is in Siewierz.
Op 30 juni 2004 telde de gemeente 12 238 inwoners.

## Oppervlakte gegevens
In 2002 bedroeg de totale oppervlakte van gemeente Siewierz 115,76 km², waarvan:
- agrarisch gebied: 55%
- bossen: 30%

De gemeente beslaat 31,45% van de totale oppervlakte van de powiat.

## Demografie
Stand op 30 juni 2004:
| Omschrijving                   | Totaal | Totaal | Vrouwen | Vrouwen | Mannen | Mannen |
| ------------------------------ | ------ | ------ | ------- | ------- | ------ | ------ |
| eenheid                        | aantal | %      | aantal  | %       | aantal | %      |
| inwoners                       | 12 238 | 100    | 6297    | 51,5    | 5941   | 48,5   |
| bevolkingsdichtheid (inw./km²) | 105,7  | 105,7  | 54,4    | 54,4    | 51,3   | 51,3   |

In 2002 bedroeg het gemiddelde inkomen per inwoner 1437,56 zł.

## Administratieve plaatsen (sołectwo)
Brudzowice, Dziewki, Gołuchowice, Leśniaki, Nowa Wioska, Podwarpie, Tuliszów, Warężyn, Wojkowice Kościelne, Żelisławice.

## Aangrenzende gemeenten
Dąbrowa Górnicza, Koziegłowy, Łazy, Mierzęcice, Myszków, Ożarowice, Poręba